# Joanne Gläsel
Joanne Gläsel (* 1961) ist eine deutsche Schauspielerin und Hörspielsprecherin.

## Leben
Joanne Gläsel wuchs im Ruhrgebiet auf. Von 1981 bis 1985 studierte sie an der Hochschule für Musik, Theater und Medien Hannover, die sie mit dem Diplom verließ. Ein erstes Engagement führte sie im Jahr ihres Abschlusses an die Städtischen Bühnen Münster. 1990 wechselte Gläsel nach Berlin an die Schaubühne am Lehniner Platz, ab 1996 war sie am Staatsschauspiel Dresden verpflichtet. Nach Gastspielen am Oldenburgischen Staatstheater und dem Stadttheater Konstanz, war sie ab 2000 freischaffend tätig. Ab 2011 gehörte Gläsel dem Ensemble des Stadttheaters Pforzheim an. Seit der Spielzeit 2021/22 ist sie festes Ensemblemitglied am Schlosstheater Moers.
In Münster spielte Gläsel die Titelrollen in Nora von Henrik Ibsen und Franz Grillparzers Medea. Ferner war sie Elisabeth I. in Friedrich Schillers Drama Maria Stuart und Magdalena in Bernarda Albas Haus von Federico García Lorca. In diesem Stück verkörperte sie 1999 in Dresden die Rolle der Angustias. Das Publikum in Pforzheim sah Gläsel bislang unter anderem als Daja in Lessings Nathan der Weise, als Irrenärztin Dr. von Zahnd in den Physikern von Friedrich Dürrenmatt, ferner in Ibsens Peer Gynt, The King’s Speech nach dem gleichnamigen Kinofilm, Vor Sonnenuntergang von Gerhart Hauptmann oder Anton Tschechows Die Möwe.
Einen Namen machte sich Joanne Gläsel in der Vergangenheit mit szenischen Lesungen und Solostücken über bekannte Frauen, beispielsweise Marta Hillers aus deren autobiografischem Buch Eine Frau in Berlin oder mit Heben Sie das gut auf! Das ist mein ganzes Leben! über die Malerin und Schriftstellerin Charlotte Salomon, die 1943 im KZ Auschwitz-Birkenau ermordet wurde. Mit einem weiteren Programm – Das denkende Herz – erinnert sie mit Lesungen aus dem Tagebuch der Etty Hillesum an ein weiteres Opfer der nationalsozialistischen Gewaltherrschaft.
Seit den 1990er Jahren steht Gläsel auch gelegentlich vor der Kamera. Einen größeren Bekanntheitsgrad erlangte sie dabei durch die ZDF-Krimiserie Der Ermittler, in der sie an der Seite von Oliver Stokowski ab 2001 in 13 Folgen die Rolle der Kriminalhauptkommissarin Eva Klaussner spielte. Gastweise sah man sie in weiteren Serien wie Wolffs Revier, Der Landarzt oder Im Namen des Gesetzes.
Daneben wirkte Gläsel auch in verschiedenen Hörspielproduktionen mit. Sie arbeitet außerdem als Schauspiellehrerin und als Theaterpädagogin an Schulen.

## Filmografie (Auswahl)
- 1992: Wolffs Revier – Mord ist strafbar
- 1998: Tatort – Fürstenschüler
- 2000: Wolffs Revier – Väter
- 2001: Der Landarzt – Muntermacher
- 2001–2003: Der Ermittler (13 Folgen als Eva Klaussner)
- 2002: Inspektor Rolle – Top oder Flop
- 2003: Für alle Fälle Stefanie – Nerventest
- 2004: Im Namen des Gesetzes – Der Tod und das Mädchen
- 2004: In aller Freundschaft – Vergesslichkeiten
- 2005–2006: Hinter Gittern – Der Frauenknast (3 Folgen als Frau Gross)
- 2006. SOKO Leipzig – Das Mädchen auf dem Schwebebalken
- 2008: Die Anstalt – Zurück ins Leben (Folge: Schlechte Verbindung)
- 2008: Die Lüge
- 2010: Nemesis
- 2021: Tarantella
- 2024: Ivo

## Hörspiele
- 1982: Die Vollversammlung – Autor: Jan Christ – Regie: Gottfried von Einem
- 1994: Echt ist nur der Tod – Autor: Wolfgang Graetz – Regie: Dieter Carls
- 1994: Die Abtreibung – Autor: Martin Winckler – Regie: Ulrich Gerhardt
- 1996: Ihr Lieben viel zu weit Entfernten – Autorin: Louise Jacobson – Regie: Karin Hutzler
- 1998: Inspektor Jury bricht das Eis – Autorin: Martha Grimes – Regie: Hans Gerd Krogmann
- 1999: Dorns Tiefland – Autor: Thorsten Enders – Regie: Hans Gerd Krogmann
- 2002: Prometheus – Autor: Franz Fühmann – Regie: Hans Gerd Krogmann
- 2004: Ritt auf dem Tiger – Autor: Gerhard Herm – Regie: Burkhard Ax
- 2006: Nebelflecken – Autor: Adolf Schröder – Regie: Hans Gerd Krogmann

## Auszeichnungen
- 1987: Förderpreis der Gesellschaft der Musik- und Theaterfreunde der Stadt Münster
- 2002: Nominierung für den Publikums-Bambi in der Kategorie „Beliebteste Kommissarin“